# Llanrhaeadr-ym-Mochnant
Llanrhaeadr-ym-Mochnant (Llanrhaeadr-ym-Mochnantⓘ) ist ein Dorf in der Unitary Authority Powys in Wales mit 1470 Einwohnern, von denen 65 % die Walisische Sprache sprechen.
Llanrhaeadr-ym-Mochnant befindet sich auf der Grenze zwischen Nord- und Mittelwales. Es war im 16. Jahrhundert die Pfarrei von William Morgan, der die Bibel ins Walisische übersetzte und später Bischof von Llandaff und von St Asaph wurde.

## Sehenswürdigkeiten
Eine sieben Kilometer lange Allee, von Ebereschen gesäumt, führt zum 73 Meter tiefen Pistyll-Rhaeadr-Wasserfall, der als eines der „Sieben Wunder von Wales“ gilt. Die Berwyn Mountains und der Lake Vyrnwy befinden sich unweit des Dorfes.

## Drehort
Aufgrund seines ursprünglichen dörflichen Charakters wurde im Jahr 1995 in Llanrhaeadr-ym-Mochnant ein Großteil der während des Ersten Weltkrieges spielenden britischen Komödie „Der Engländer, der auf einen Hügel stieg und von einem Berg herunterkam“ mit Hugh Grant in der Hauptrolle gedreht.